# Йохан I (Саарбрюкен)
Йохан I фон Саарбрюкен (на немски: Johann I von Saarbrücken; * ок. 1260; † 23 януари 1342) е от 1308 г. до смъртта си граф на Графство Саарбрюкен.
Той е син на Симон IV (1247 – 1308), граф на Саарбрюкен-Комерси, и първата му съпруга Елизабет или Маргарета от Броа-Комерси (1248? – 1303?). След смъртта на майка му той наследява през 1285 г. част от господството Комерси. Той е на служба при херцозите на Лотарингия.
През 1309 г. той е член на делегацията на кралк Хайнрих VII в папския двор в Авиньон. Йохан става през 1308 г., след смъртта на баща му, граф на Саарбрюкен. През 1313 г. е в помощната войска на император Хайнрих VII в Италия и попада в плен. През 1318 г. той се бие отново на френска страна във Фландрия. Участва през началото на Стогодишната война между Англия и Франция участва страната на Франция в похода във Фландрия. През 1325 – 1331 г. той е отново в Авиньон като представител на бохемския крал Ян Люксембургски.
Град Саарбрюкен (1322) и Комерси (1324) получават права на град.
Последван е от внук му Йохан II фон Саарбрюкен, син на Симон фон Саарбрюкен-Комерци († 1325).

## Деца
Йохан I се жени първо за Матилда от Апрмон, дъщеря на Готфрид III от Апремон. Те имат децата:
- Симон V фон Саарбрюкен-Комерци († 1325), женен 1309 г. за Маргарета Савойска († 7 април 1313), дъщеря на граф Лудвиг I от Ваат. Баща на Йохан II.
- Йохан фон Комерси († пр. 1344)
- Агнес († пр. 1337) ∞ граф Симон II фон Цвайбрюкен († 1311/12)
- Матилда († 1322) ∞ Йохан III фон Лихтенберг († 1327)

Вторият му брак с Маргарета от Гранцей е бездетен.